# Eichel-Rente
Als Eichel-Rente (so benannt nach dem ehemaligen Bundesfinanzminister Hans Eichel) wird umgangssprachlich eine steuerlich geförderte Form der betrieblichen Altersvorsorge nach § 3 Nr. 63 EStG bezeichnet. Die Zahlung der Beiträge wird dabei durch Entgeltumwandlung aus dem Bruttolohn ermöglicht.
Die Arbeitnehmer profitieren von Steuervorteilen und genießen in bestimmten Fällen die Sicherheit, die ihnen der Pensionssicherungsverein bietet.
Beiträge zur Sozialversicherung:
bis zu 4 % der Beitragsbemessungsgrenze der gesetzlichen Rentenversicherung (2020: 3.312,- € (orientiert an der BBG RV-West)) können jährlich sozialabgabenfrei in die betriebliche Altersversorgung eingezahlt werden (§ 1 Nr. 9 SvEV)
Steuerpflicht zur Einkommensteuer:
bis 2017 galt, dass zusätzlich zu 4 % der Beitragsbemessungsgrenze der gesetzlichen Rentenversicherung weitere 1.800,- € jährlich steuerfrei eingezahlt werden können, wenn die Beiträge auf Grund einer Versorgungszusage geleistet werden, die nach dem 31. Dezember 2004 erteilt wurde. Für 2017 lag der maximal steuerbefreite Betrag bei 4 % von 76.200,- plus 1.800,- €, also gesamt 4.848,- €.
Ab 2018 wurde die Höchstgrenze auf 8 % der Beitragsbemessungsgrenze angehoben. Der zusätzliche Betrag entfiel (§3 Nr. 63 EStG von 2018). Für 2020 lag der maximal steuerbefreite Betrag bei 8 % von 82.200,-, also 6.624,- €